# Kari Kristiansen
Kari Elisabeth Kristiansen, later bekend onder haar getrouwde naam Kari Hammerseth, (16 mei 1930 – 24 november 2016) was een schaatsster uit Noorwegen.

## Resultaten

### Wereldkampioenschappen
| Jaar | Jaar     | Plaats    | Resultaten   | Resultaten                                 |
| ---- | -------- | --------- | ------------ | ------------------------------------------ |
| 1949 | Allround | Kongsberg | 18e Allround | 16e 500 m 20e 1000 m 19e 3000 m 18e 5000 m |

### Noorse kampioenschappen
| Jaar | Resultaten       | Resultaten                                 |
| ---- | ---------------- | ------------------------------------------ |
| 1947 | 12e Allround     | 13e 500 m 13e 1000 m 11e 1500 m 12e 3000 m |
| 1948 | Niet deelgenomen | Niet deelgenomen                           |
| 1949 | 5e Allround      | 3e 500 m 6e 1000 m 6e 1500 m 5e 3000 m     |
| 1950 | - Allround       | - 500 m - 1000 m - 1500 m - 3000 m         |
| 1951 | 10e Allround     | 9e 500 m 10e 1000 m 9e 1500 m - 3000 m     |
| 1952 | 4e Allround      | 4e 500 m 5e 1000 m 4e 1500 m 5e 3000 m     |
| 1953 | 6e Allround      | 6e 500 m 6e 1000 m 5e 1500 m 6e 3000 m     |

## Persoonlijke records
| Afstand    | Tijd     | Datum            | Baan      |
| ---------- | -------- | ---------------- | --------- |
| 500 meter  | 52,70    | 2 februari 1952  | Trondheim |
| 1000 meter | 1.52,10  | 14 februari 1953 | Horten    |
| 1500 meter | 2.54,20  | 2 februari 1952  | Trondheim |
| 3000 meter | 6.17,90  | 14 februari 1953 | Horten    |
| 5000 meter | 11.28,80 | 12 februari 1949 | Kongsberg |